# Lina Haag
Lina Haag, alla nascita Jäger (Hagkling, 18 gennaio 1907 – Monaco di Baviera, 18 giugno 2012), è stata un'attivista tedesca e oppositrice politica del regime nazista.

## Biografia
Nacque a Hagkling, figlia di padre operaio e madre domestica, negli anni venti entrò a far parte della Lega della Gioventù Comunista di Germania (in tedesco Kommunistischer Jugendverband Deutschlands, KJVD) di Schwäbisch Gmünd. Nel 1927 sposò il compagno comunista Alfred Haag, membro del Parlamento regionale per il KJVD fino all'ascesa al potere di Adolf Hitler nel 1933.

### L'arresto
Sia Lina che il marito furono arrestati come prigionieri politici, trascorsero molti anni in diverse prigioni e nei campi di concentramento: entrambi dimostrarono una straordinaria forza d'animo durante la loro prigionia. Durante gli anni in prigione, Lina conobbe altri prigionieri di spicco come Liselotte Herrmann. Fu liberata nel 1938 dopo essere riuscita a mettere il comandante del campo di Lichtenburg contro la Gestapo di Stoccarda.

### Liberazione del marito
Una volta rilasciata si trasferì a Berlino con la figlia e si assicurò un lavoro. Quasi ogni giorno si recò al quartier generale delle SS per chiedere il rilascio del marito. Nel 1940 ottenne il permesso di incontrare Heinrich Himmler e il conseguente rilascio del marito dal campo di Mauthausen; Alfred sopravvisse alle torture subite durante la sua detenzione sia a Mauthausen che a Dachau, fu arruolato nella Wehrmacht e inviato sul fronte orientale, fu fatto prigioniero dall'Armata Rossa e tornò da un campo di prigionia sovietico solo nel 1948.
La famiglia Haag riunita visse a Monaco fino alla morte di Alfred, avvenuta nel 1982. Il 18 giugno 2012, Lina morì a Monaco di Baviera all'età di 105 anni.

## Opere
Lina scrisse un memoriale delle sue esperienze sotto forma di una serie di lettere inviate ad Alfred, senza sapere se lo avrebbe mai rivisto. Il testo fu pubblicato nel 1947 con il titolo Eine Handvoll Staub.

## Onorificenze
Nel 2007, Lina ha ricevuto il Premio Dachau per il Coraggio civile.